# Додао
Дода́о (кит. упр. 掇刀, пиньинь Duōdāo) — район городского подчинения городского округа Цзинмэнь провинции Хубэй (КНР). Название района связано с действиями Гуань Юя, совершёнными им в этих местах в эпоху Троецарствия.

## История
В 1979 году из уезда Цзинмэнь округа Цзинчжоу был выделен город Цзинмэнь. В 1983 году решением Госсовета КНР город Цзинмэнь был выведен из состава округа Цзинчжоу и подчинён напрямую властям провинции Хубэй; уезд Цзинмэнь был при этом расформирован, а его территория присоединена к городу Цзинмэнь. В 1985 году город Цзинмэнь был разделён на районы Дунбао и Шаян.
В 1992 году в районе Дунбао была образована зона технико-экономического развития Додао. В 2001 году на основе зоны технико-экономического развития был создан отдельный район городского подчинения.

## Административное деление
Район делится на 4 уличных комитета и 2 посёлка.